# Studentenheerenhuisch de Engelenbak
Studentenheerenhuisch 'de Engelenbak' is een Delfts pand met een neoklassieke lijstgevel dat dateert van halverwege de negentiende eeuw. Ondanks de naam is het pand geen herenhuis, noch is het een grachtenpand, maar van oorsprong een onderwijsgebouw aan de Oude Delft dat later is verbouwd tot studentenhuis.
Dit rijksmonument aan Oude Delft 89 begon als huisvesting voor een ingenieursopleiding. In de decennia daarop zou het deel gaan uitmaken van een groeiend complex van onderwijsgebouwen. Sinds 1947 is het pand een studentenhuisvesting, eerst als Studentenhuis St. Jansbrug en later onder de huidige naam, met studenten van de Delftsch Studenten Corps en K.S.V. Sanctus Virgilius als bewoners.

## Beschrijving pand
Het pand is een langgerekt gebouw waarvan de begane grond en verdieping evenwijdig aan de gracht lopen en met daarachter oudere panden. Het heeft een lijstgevel van 21 vensterassen breed. Het is gedecoreerd met pleisterwerk, waarin gebosseerde pilasters verwerkt zijn. Boven deze pilasters zit een kroonlijst verkropt. Het pand heeft twee ingangen met getoogde deuromlijstingen en bovenlichten. In de gevel zitten schuiframen.

## Geschiedenis
In 1842 werd te Delft de Koninklijke Akademie ter opleiding van burgerlijke ingenieurs opgericht. Bij de opening van de Koninklijke Akademie bestond het scholencomplex uit de panden aan de Oude Delft 89, 91, 93 en 95.
Als gevolg van de invoering van de Wet op Middelbaar Onderwijs werd in 1864 de Koninklijke Academie getransformeerd tot Polytechnische School, die dat jaar nog het pand aan Oude Delft 89 opkocht. Om alle onderwijspanden aan de Oude Delft met elkaar te verbinden werd een nieuwe pleisterlaag voorzien, waarmee de gevel van het pand zijn huidige sober neoclassicistisch verschijningsvorm kreeg.
De reorganisatie van de Polytechnische School naar Polytechnische Hogeschool in 1905 ging gepaard met uitbreiding en verhuizing.
In 1921 kwam al het eerste voorstel om van het gebouw aan Oude Delft 89 studentenhuisvesting te maken. Toch werd dit voorstel pas serieus overwogen na de verhuizing van Bouwkunde naar Oude Delft 39a. Professor Wenckebach stelde voor om Oude Delft 89 voor de huidige doeleinden beschikbaar te stellen.
Tijdens de Tweede Wereldoorlog werd een deel van het gebouw gebruikt voor opvang.

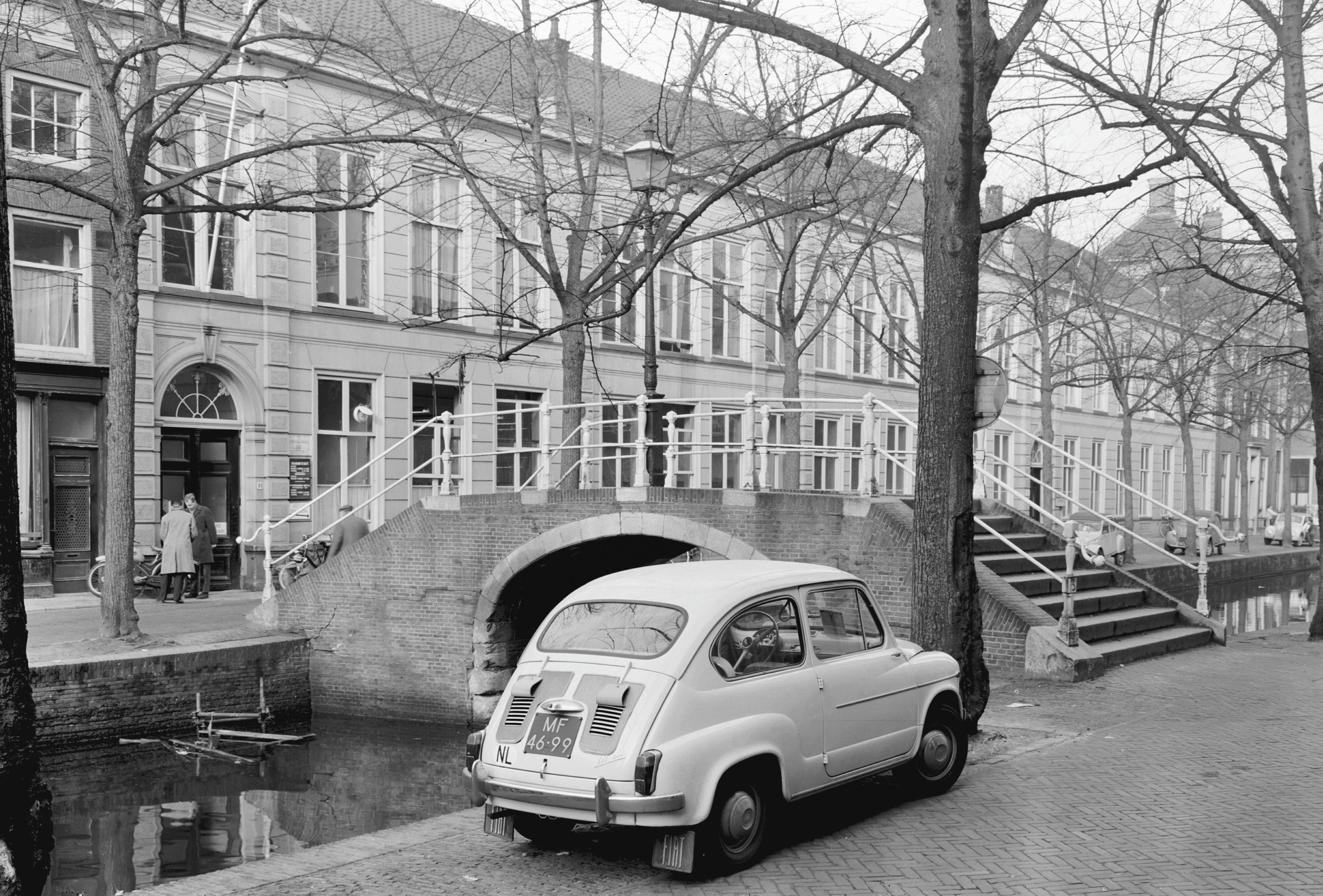
De Sint Jansbrug met de Engelenbak op de achtergrond (1964).

In 1947 werd in het pand het Studentenhuis St. Jansbrug opgericht, genoemd naar de brug tegenover het pand. Het was het eerste pand van de naderhand opgerichte Stichting Delftsche Studenten Huisvesting (SDSH, de voorloper van DUWO). Tijdens de oprichting woonden er negentig studenten. Langzaamaan veranderde de studentensamenstelling naar Virgilianen en Corpsleden. Sinds eind jaren 50 woonden in het pand alleen nog studenten van deze twee verenigingen. Het pand is sindsdien 'De Engelenbak' gaan heten, een verwijzing naar de goedkoopste zitplaatsen in het theater: de grote hoogte waarop de plaatsen zich begeven, doet bezoekers spreekwoordelijk bijna de engelen raken.  
Op 14 juli 1986 werd de helft van de Engelenbak door een brand verwoest. Sindsdien zit het studentenhuis alleen nog in het achterhuis ter plaatse van het voormalige bouwkundegebouw.

## Media
In de eerste decennia van de 21e eeuw is De Engelenbak als studentenhuis een populair onderwerp in de media. Mediakanalen als Delta, TU Delft als DUWO schrijven er vaak over. In 2008 kwam BNN langs op Engelenbak en werd Nicolette Kluijver officieel ingestemd tijdens het filmen van het programma. In hetzelfde jaar kwam Rob Geus voor het SBS6 programma 'de Smaakpolitie langs in het studentenhuis. In 2010 was De Engelenbak uitgeroepen tot het ultieme studentenhuis in Nederland.